# Николаевская-на-Амуре епархия
Никола́евская-на-Аму́ре епа́рхия — епархия Русской православной церкви, объединяющая приходы в северной части Хабаровского края (в границах Аяно-Майского, Николаевского, Охотского, Тугуро-Чумиканского и Ульчского районов). Входит в состав Приамурской митрополии.

## История
5 октября 2011 года решением Священного синода учреждено Николаевское викариатство Хабаровской епархии в границах Аяно-Майского, Николаевского, Охотского и Тугуро-Чумиканского районов Хабаровского края. Епископом Николаевским был избран Ефрем (Просянок), однако решением Священного синода от 27 декабря 2011 года епископом Николаевским определён быть Аристарх (Яцурин).
24 марта 2022 года решением Священного синода викариатство преобразовано в Николаевскую-на-Амуре епархию с присоединением к ней ранее входившего в состав Ванинской епархии Ульчского района Хабаровского края.

## Архиереи
Николаевское викариатство
- Аристарх (Яцурин) (25 января 2012 — 14 июля 2018)
- Василий (Кулаков) (24 июля 2019 — 25 августа 2020)

Николаевская-на-Амуре епархия
- Иннокентий (Фролов) (с 7 апреля 2022)